# Ангел Орукин
Ангел Димитров Орукин е български търговец и общественик.

## Биография
Ангел Орукин е роден през 1849 г. в град Свищов. През 1865 г. завършва търговско образование в Будапеща. след това е управител в търговската кантора на вуйчо си А. Шишманов.
Емигрира е в Румъния. Участва в националноосвободителното движение. Член е на Българско централно благотворително общество в Букурещ (1876 – 1877).
Участва в Руско-турската война (1877 – 1878).
След войната работи като преводач (1878 – 1879), контрольор при Видинското ковчежничество, а в периода 1882 – 1888 г. е съдебен служител.
Умира през 1914 г. в град София.
Личният му архив се съхранява във фонд 1069К в Централен държавен архив. Състои от 15 архивни единици от периода 1817 – 1914 г.